# ングニ諸語
ングニ諸語（ングニしょご、Nguni languages）はングニ人によって南部アフリカで話されているバントゥー語群のグループである。ングニ諸語には、 コサ語、ズールー語、北ンデベレ語、スワジ語、Hlubi、 Phuthi、 Bhaca、 Lala、 Nhlangwini、南トランスヴァール・ンデベレ語、Sumayela Ndebeleが含まれる。"Nguni" という名称はングニ種の牛から派生したものである。Ngoni（下記参照）は、古い、あるいはシフトした変名である。
一般的な民族に対する名称としてのングニの使用は、問題となっている人々の歴史的な一枚岩の統一を示唆しており、実際には状況はより複雑であったかもしれない、と時に論じられる。言語としての名称（バントゥー語群の亜群を指す）の使用は比較的安定している。

## 分類
| 0–20% 20–40% 40–60% |  | 60–80% 80–100% |

| <1 /km² 1–3 /km² 3–10 /km² 10–30 /km² 30–100 /km² |  | 100–300 /km² 300–1000 /km² 1000–3000 /km² >3000 /km² |

 南バンツー族の一部では、「ングニ」という表記は、系統的にも（言語的な意味で）、類型的にも(歴史的な意味から離れて)用いられている。
Nguniの言語は密接に関連しており、多くの場合、異なる言語は相互に理解可能である。このように、ングニ諸語は、別々の言語の集まりとしてではなく、方言連続体として解釈した方が良いだろう。複数の機会で、統一されたングニ語を作る提案が出された。
南部アフリカの言語に関する学術文献では、言語分類カテゴリー「ングニ」は伝統的に二つのサブグループ:「ズンダ・ングニ」と「テケラ・ングニ」を含むと考えられている。///この区分は主に対応する舌頂音:Zunda /t/ /z/とTekela/t/(このようにSwatiという本来の形の名前はスワジ語であり、よりよく知られたSwaziという形はズールー語である)間の顕著な音韻論的区別に基づいているが、ングニ諸語のこれら二つのグループへの比較的直接的な区分を可能にする多くの言語的特徴が存在する。

### ズンダ諸語
- ズールー語
- コサ語
- ンデベレ語（北ンデベレ語または 「ジンバブエ・ンデベレ語」）
- 南ンデベレ語

### テケラ諸語
- スワジ語
- 北トランスヴァール・ンデベレ語（Sumayela Ndebele）
- プティ語[7]
- バカ語[8]
- フルビ語（コサ語のフルビ方言ではない）[9]
- ララ語
- Nhlangwini

Maho（2009）はS401 Old Mfengu†もリストしている

## 特徴
以下はングニ諸語の典型的な側面である。
- バントゥー祖語の広めの狭母音と狭母音を組み合わせた5母音体系。(Phuthiはソト語から新しい一連の超狭母音を再獲得した)
- 最終音節の前に高い音節が広がること。
- 名詞の接頭辞の高音と低音の区別。文法上の役割が異なることを示し、場合によってはaugmentと呼ばれる明白な接頭辞を伴う。
- 抑圧子音として機能する、有声有気音の発達。
- 有気音の発達
- クリック音の発達

## 比較データ
次の文を比較。
| 日本語         | 「私はあなたの新しい棒が好きです」            |
| -------------- | --------------------------------------------- |
| ズールー語     | Ngiyazithanda izinduku zakho ezintsha         |
| コサ語         | Ndi-ya-zi-thanda ii-ntonga z-akho ezin-tsha   |
| 北ンデベレ語   | Ngiyazithanda intonga zakho ezintsha          |
| 南ンデベレ語   | Ngi-ya-zi-thanda iin-ntonga z-akho ezi-tjha   |
| Hlubi          | Ng'ya-zi-thanda iin-duku z-akho ezintsha      |
| スワジ語       | Ngi-ya-ti-tsandza ti-ntfonga t-akho letin-sha |
| Mpapa Phuthi   | Gi-ya-ti-tshadza ti-tfoga t-akho leti-tjha    |
| Sigxido Phuthi | Gi-ya-ti-tshadza ti-tshoga t-akho leti-tjha   |

注：コサ語 ⟨tsh⟩ = Phuthi ⟨tjh⟩ = IPA [tʃʰ]; Phuthi ⟨tsh⟩ = [tsh]; ズールー語 ⟨sh⟩ = IPA [ʃ]、しかしここに引用された状況では/ʃ/は「鼻音置換」"nasally permuted" で[tʃ]となる。Phuthi ⟨jh⟩ = 有気、有声 [dʒʱ] = コサ語、ズールー語 ⟨j⟩ (鼻音[n]の後のような環境で). ズールー語、スワジ語、Hlubi ⟨ng⟩ = [ŋ].
| 日本語         | 「私は英語を少ししか理解できません」 |
| -------------- | ------------------------------------ |
| ズールー語     | Ngisizwa kancane isiNgisi            |
| コサ語         | Ndisi-qonda ka-ncinci nje isi-Ngesi  |
| 北ンデベレ語   | Ngisizwisisa kancane isiKhiwa        |
| 南ンデベレ語   | Ngisi-zwisisa ka-ncani nje isi-Ngisi |
| Hlubi          | Ng'sivisisisa kancani nje isingisi   |
| スワジ語       | Ngi-siva ka-ncane nje si-Ngisi       |
| Mpapa Phuthi   | Gisi-visisa ka-ncitë-jhëSi-kguwa     |
| Sigxodo Phuthi | Gisi-visisa ka-ncincitë-jhëSi-kguwa  |

注: Phuthi⟨kg⟩ = IPA [x]